# CD69
Le CD69 (pour cluster de différenciation 69) est une protéine dont le gène est CD69 situé sur le chromosome 12 humain.

## Rôles
Il joue un rôle dans l'immunité et dans les phénomènes inflammatoires.
Son expression est induite à la surface des lymphocytes T et des cellules tueuses naturelles (NK).